# Otto Neurath
Otto Neurath (Viena, 10 de dezembro de 1882 — Oxford, 22 de dezembro de 1945) foi um filósofo da ciência, sociológo e economista político austríaco. Foi um dos fundadores do positivismo lógico e era uma das principais figuras do Círculo de Viena antes de ser obrigado a se mudar para a Inglaterra devido ao nazismo.
Foi o criador do movimento ISOTYPE, em Viena e mais tarde na Inglaterra, Otto Neurath e sua equipe criaram um sistema de pictogramas projetados para comunicar informação de forma simples, valorizando a linguagem não-verbal. Uma contribuição considerável ao campo do design e da comunicação visual em geral. Atualmente, Neurath é considerado um dos pioneiros do design gráfico moderno.